# 鲁溪镇
鲁溪镇，是中华人民共和国江西省九江市武宁县下辖的一个乡镇级行政单位。

## 行政区划
鲁溪镇下辖以下地区：
大桥村、北屏村、张岭村、荷洲村、坑背村、梅颜村、枫树村、鲁溪村、塔湾村、大堰村、胡山村、双溪村、南冲村、小源村和双新村。